# Таня (Command & Conquer: Red Alert)
Та́ня (англ. Tanya) — персонаж видеоигры из серии игр Command & Conquer: Red Alert, разработанной Westwood Studios, кодовое название женского спецназа Союзников. Используется Союзниками в специальных операциях для проникновения и диверсий. В кампании, как правило, встречается в качестве ключевой боевой единицы, в случае смерти которой миссия считается проваленной. Каждый специальный агент Союзников, показанный в качестве живого актёра, под этим кодовым названием внёс немалый вклад во время войн против Советского Союза.
Таня также умеет плавать через реки и океаны. Хотя оружие Тани не так эффективно против техники, оно убивает вражескую пехоту практически всегда одним выстрелом. Таня также может устанавливать заряды C-4 на вражеские здания, корабли, мгновенно уничтожая их. Установка зарядов С-4 на ремонтные будки мостов позволяет Тане разрушать и мосты.

## Характеристика
Несмотря на то, что внешне Таня выглядит хрупкой девушкой, её внешность скрывает сильный воинственный характер. Изначально была вооружена двумя кольтами 45 калибра. Во второй части в качестве оружия получила взрывчатку C-4, предназначенную для уничтожения зданий (и вскоре техники). В третьей части уже ходит с парными 9-миллиметровыми пистолетами. Безо всяких сложностей пересекает водные препятствия (во второй и третьей части).

## Появления
Агент Адамс участвовала во всех трёх мировых войнах как диверсант и солдат специального назначения (причём в каждой войне участвовали абсолютно разные женщины).
- Command & Conquer: Red Alert (1996)
- Command & Conquer: Red Alert 2 (2000)
- Command & Conquer: Yuri’s Revenge (2001)
- Command & Conquer: Red Alert 3 (2008)
- Command & Conquer: Red Alert 3 — Uprising (2009)
- Command & Conquer: Red Alert Mobile (2009)
- Command & Conquer: Red Alert (2009)
- Command & Conquer Remastered Collection (2020)

## Сюжет

### Command & Conquer: Red Alert
В Европе началась война. В ситуации сильно заинтересовался Пентагон. Они выслали агента Та́ню А́дамс (англ. Tanya Adams) как гражданку Германии, добровольно поступившую на службу. В своём первом появлении Таня позиционирует себя на поле боя как коммандоса, способного уничтожать целые подразделения вражеской пехоты и немедленно разрушать любое здание, задетонировав его взрывчаткой. Однако она атакует только по приказу игрока, без приказов она действовать не может. Бесполезна против техники. В первой миссии Союзников Таня уже играет ведущую роль, поскольку именно она освобождает Альберта Эйнштейна, разрушив советскую базу. В пятой миссии она попадает в плен к вражеским агентам, её освобождение — первостепенная цель миссии. Известно, что она — гражданское лицо (об этом сообщил греческий генерал Ставрос во время планирования первой миссии), вероятно, член сопротивления.

### Command & Conquer: Red Alert 2
Когда в 1971 году Таня Адамс уже была в отставке, Альянс получил хорошо натренированную девушку с сильным характером. Ничем не примечательная обычная гражданка США стала лучшим бойцом с кодовым именем Таня.
В этой части Таня теперь может плавать и уничтожать взрывчаткой корабли, автоматически атакует врагов и может получать боевой опыт (как и остальные юниты в игре). По-прежнему бесполезна против танков и оборонительных сооружений. В режиме Схватки игрок может «произвести» столько Тань, сколько захочет.
Поначалу она не доверяла игроку, но после операции на польско-немецкой границе она стала привязываться к игроку и симпатизировать ему. Проникнув в Кремль, Таня увидела полковника в костюме премьера. Но Таня быстро нашла Романова под столом в семейных трусах и майке. Таня, увидев его, улыбнулась, и попросила солдата сделать фотографии на память о захвате Москвы.
Как видно на брелке на её шее, она, вероятно, является частью морской пехоты. Но её звание остаётся неопределенным. Цвет её волос изменился с чёрного на светло-коричневый.

### Command & Conquer: Yuri’s Revenge
В этом аддоне Таня невосприимчива к контролю над разумом от Юрия и может уничтожать танки взрывчаткой, подойдя к ним достаточно близко. Кроме того, её смерть больше не приводит к провалу миссии, кат-сцена сообщает нам, что её эвакуируют на вертолете и что она может вернуться к более поздним миссиям, если это необходимо.
Однако она больше не может быть «произведена» сколько угодно раз в режиме «Схватки», то есть она может быть только одна. Вместо неё появляются более дешёвые аналоги — морские котики. В уничтожении пехоты и построек они примерно так же хороши, как Таня. Однако они бесполезны против техники, так же, как и Таня до изменений параметров в Yuri’s Revenge.
Когда началось восстание пси-коммандоса Юрия, Альянс приказал Тане перенестись в прошлое на несколько месяцев и уничтожить ещё тогда строящийся Пси-доминатор и освободить Эйнштейна от плена. После этих событий происходит временной парадокс, в котором события после войны сливаются с событиями во время войны. Вскоре после окончания войны, Таня Адамс предстаёт всё в том же чёрном платье и приглашает на званый ужин с президентом, но появляется лейтенант Ева, которая привлекает внимание игрока.
В Yuri’s Revenge также появляется советский коммандос Борис. Он использует не С-4, а лазерную указку, которая указывает цели для нанесения удара эскадрильи истребителей МиГ. Хотя это позволяет ему оставаться вне досягаемости многих оборонительных сооружений, ракеты МиГ не так эффективны, как C-4 (некоторые постройки требуют нескольких вызовов ударов). Борис не умеет плавать.
В режиме сражений и мультиплеере может быть рекрутирована лишь одна Таня одновременно (исключение — захват или возведение советского Завода по клонированию).

### Command & Conquer: Red Alert 3
Здесь она заполучила новую способность — пояс времени. Это уникальный прототип, разработанным великими умами компании ФьючерТех, главная штаб-квартира которой находится в Амстердаме. Это уникальное устройство позволяет Тане перемещаться во времени на несколько секунд назад, чтобы избежать каких-либо трудностей или ошибок во время боя. Хотя Альянс довольно часто призывал ФьючерТех массово производить этот прототип, только Таня обладает этой технологией. Её готовность продолжать использовать данное устройство способствует дальнейшим разработкам других подобных технологий.
Новый агент Таня освобождает окружённых Советами правителей стран-союзников и берёт в плен Сергея — спецназовца СССР. Она получает от него координаты местонахождения генштаба Советов в Гейдельберге. При встрече с Наташей в четвёртой миссии, где нужно сражаться против японских сил, Таня в открытую заявляет о ненависти к ней, но к концу операции они обе всё-таки мирятся.
В этой части Таня в очередной раз меняет прическу и цвет волос (теперь она стала блондинкой).
Может уничтожать все виды бронетехники, также пехоту, умеет плавает и может входить в гарнизоны в гражданских зданиях.
Её аналоги — снайпер Наташа Волкова (СССР) и спецназ Юрико Омега (Империя Восходящего Солнца).